# Brother (Pearl Jam)
Brother è una canzone del gruppo rock statunitense Pearl Jam. Con il testo scritto dal cantante Eddie Vedder e la musica dal chitarrista Stone Gossard, Brother fu scartata dall'album debutto, Ten. La canzone fu inclusa come versione strumentale nell'album di b-side e rarità del 2003, Lost Dogs. Brother, cantata, è apparsa nella riedizione di Ten del 2009, e successivamente fu diffusa via radio, sempre nel 2009. Non venne mai pubblicata come singolo. La canzone è rimasta per un totale di due settimane come numero uno nel Billboard Modern Rock Tracks chart.

## Origine e registrazione
La versione originale di Brother include il testo del cantante Eddie Vedder e la musica scritta dal chitarrista Stone Gossard.
Una versione di Brother cantata appare nel 2009 nella riedizione di Ten, mentre una versione con un testo alternativo è circolata tra i fan e trapelata su internet su un disco chiamato Rarities Unrelased Cuts.
Mentre la band stava lavorando a Ten, la canzone era diventata un punto di contesa tra Gossard e il bassista Jeff Ament. In una storia descritta tra le note di copertina dell'album Lost Dogs, Gossard decise che non era più interessato a suonare un riff di chitarra che ha fatto quasi lasciare la band ad Ament.
Il chitarrista Mike McCready sulla canzone:
I remember Jeff really loving it and Stone either not liking it or being indifferent about it. Jeff and Stone were arguing a lot about this song and were kind of mad at each other. Jeff got so pissed he went off and started dunking basketballs. It was like, "What's up, dude?" He got really pissed. He related this story to me recently. It was the typical Stone goes one way/Jeff goes the other. That is just how they work. They have been together forever and the dynamic between the two of them makes things work. There was a big, heated argument. But I thought it was a cool song with a cool vibe. It may have been an example of mid-tempo-itis. I recall the big argument between the two. Jeff said it was almost like he was going to quit. It was serious shit.
Ament della canzone:
I was really, really into that song. Stone wrote that song musically. There was a point during the recording of Ten that Stone was like, "Eh, I'm over it" And I was like, "No! Let's work on it" We actually got in a big fight about it in the studio. It didn't end up getting worked on anymore. It got to a point and Stone was over it. I think maybe to some degree Ed probably wasn't totally happy with where it was at, so it never came out. I think there's great guitar on that song.

## Testo
Prima della performance live dei Pearl Jam del 1991 a Los Angeles, California presso i "Florentine Gardens", Vedder disse che la canzone riguarda il concetto di Grande Fratello.

## Classifiche
| Chart (2009)               | Position |
| -------------------------- | -------- |
| US Modern Rock Tracks      | 1        |
| US Mainstream Rock Tracks  | 5        |
| US Bubbling Under Hot 100  | 8        |
| Billboard Canadian Hot 100 | 60       |